# Butis butis
Butis butis é uma espécie de peixe da família Eleotridae.
Pode ser encontrada nos seguintes países: Moçambique e África do Sul.